# آلوده (آخرین بازمانده از ما)
آلوده (به انگلیسی: Infected) دومین قسمت از مجموعه تلویزیونی درام پسا آخرالزمانی آمریکاییه آخرین بازمانده از ما است. این اپیزود توسط یکی از خالقان سریال، کریگ مازن نوشته شده و توسط نیل دراکمن، نویسنده و کارگردان خلاق بازی ویدیویی سال ۲۰۱۳ این اثر که سریال بر اساس آن ساخته شده‌است کارگردانی شده. و در ۲۲ ژانویه ۲۰۲۳ از اچ‌بی‌او پخش شد. در این قسمت، جوئل (پدرو پاسکال) و شریکش تس (آنا تورو) الی جوان (بلا رمزی) را از طریق یک منطقه آلوده بیولوژیکی در بوستون برای رسیدن به خانه ایالتی ماساچوست اسکورت می‌کنند.

## خلاصه داستان
دو روز پیش از شیوع، در جاکارتا، یک قارچ‌شناس از همه‌گیری آتی آگاه می‌شود و به‌منظور جلوگیری از گسترش توصیه می‌کند که حکومت شهر را بمب‌باران کند. در زمان حال، الی به جوئل و تس توضیح می‌دهد که او را به غرب منتقل می‌کنند به این امید که از او برای یافتن درمانی استفاده شود. در حالی که آن‌ها مسیر کاخ ایالتی را مملو از افراد آلوده می‌یابند، هر سه از موزه‌ای عبور می‌کنند که در آن‌جا به‌وسیلهٔ آلوده‌ها مورد حمله قرار می‌گیرند و الی نیز گزیده شد. آن‌ها به کاخ ایالتی می‌رسند غافل از اینکه افراد فایرفلایز را مرده می‌بینند. تس نشان می‌دهد که گزیده شده‌است در حالی که نیش الی شروع به بهبودی می‌کند و مصونیت او را ثابت می‌کند. جوئل به یک آلوده شلیک می‌کند که باعث آگاه‌شدن انبوهی از آلوده‌ها می‌شود. تس او را متقاعد می‌کند تا با الی فرار کند در حالی که او پشت سر می‌ماند، ساختمان را منفجر می‌کند و خود را به همراه گروهی از آلوده‌ها می‌کشد.